# Busycotypus spiratus
Busycotypus spiratus är en snäckart som först beskrevs av Jean-Baptiste Lamarck 1816.  Busycotypus spiratus ingår i släktet Busycotypus och familjen Melongenidae. Inga underarter finns listade i Catalogue of Life.